# Лингуаглоса
Лингуагло̀са (на италиански: Linguaglossa, на сицилиански Linguarossa, Лингуароса) е градче и община в Южна Италия, провинция Катания, автономен регион и остров Сицилия. Разположено е на 550 m надморска височина. Населението на общината е 5462 души (към 2011 г.).
В общинската територия се намира част от вулкана Етна. Главният център на общината се намира в подножието на планината.